# Escape from Mogadishu
Pour plus de détails, voir Fiche technique et Distribution.
Escape from Mogadishu (hangeul : 모가디슈 ; RR : Mogadisyu, littéralement « Mogadiscio ») est un film dramatique sud-coréen réalisé par Ryoo Seung-wan, sorti en 2021. Il s'inspire de faits réels concernant les employés des ambassades de Corée du Nord et Corée du Sud qui tentent de quitter Mogadiscio, capitale de la Somalie, au moment où éclate la guerre civile dans les années 1990,.

## Synopsis
À Mogadiscio, en pleine guerre civile dans les années 1990, les employés des ambassades de Corée du Nord et Corée du Sud tentent de quitter la Somalie, alors que le président Siad Barre est sur le point d'être renversé, provoquant l'effondrement de l'État somalien.

## Fiche technique
Sauf indication contraire ou complémentaire, les informations mentionnées dans cette section peuvent être confirmées par la base de données de KMDb
- Titre original : 모가디슈
- Titre international : Escape from Mogadishu
- Titres de travail : Escape et Mogadishu[1]
- Réalisation et scénario : Ryoo Seung-wan
- Musique : Bang Jun-seok (en)
- Direction artistique : Kim Bo-Mook
- Costumes : Chae Kyung-wha
- Photographie : Choi Yeong-hwan
- Son : Kim Chang-seop
- Montage : Lee Gang-hui
- Production : Kim Jung-min, Park Ji-sung et Jo Seong-min
- Sociétés de production : DexterStudios et Filmmaker R & K
- Société de distribution : Lotte Entertainment[2]
- Budget : 24 milliards de wons[3]
- Pays de production :  Corée du Sud
- Langue originale : coréen
- Format : couleur
- Genres : action, drame et thriller
- Durée : 121 minutes
- Dates de sortie :
  - Corée du Sud : 28 juillet 2021
  - France : 28 juillet 2022 (DVD)[4]
- Classification :
  - France : Interdit aux moins de 12 ans à la télévision

## Distribution
Sauf indication contraire ou complémentaire, les informations mentionnées dans cette section peuvent être confirmées par la base de données de Hancine
- Kim Yoon-seok : Han Sin-seong
- Jo In-sung : Kang Dae-jin
- Heo Joon-ho : Rim Yong-soo
- Koo Kyo-hwan : Tae Joon-gi
- Kim So-jin : Kim Myung-hee
- Jung Man-sik : Gong Soo-cheol
- Kim Jae-hwa : Jo Soo-jin
- Park Kyung-hye : Park Ji-eun
- Park Myung-shin
- Han Chul-woo
- Joo Bo-bi

## Production
En juin 2019, dans un reportage télévisé, un agent annonce que Jo In-sung va apparaître dans le dernier film de Ryoo Seung-wan, dont le titre provisoire est Escape, ainsi que Kim Yoon-seok qui rejoint l'équipe. Ces deux acteurs travaillent pour la première fois avec ce réalisateur.
Le tournage a entièrement lieu au Maroc,, la ville côtière d'Essaouira ayant servi de décor pour recréer la capitale somalienne Mogadiscio.

## Accueil
La sortie du film en Corée du Sud est initialement prévue pour l'été 2020, mais elle est reportée en raison de la pandémie de COVID-19. Le film sort finalement le 28 juillet 2021 dans les salles sud-coréennes, dans 1 547 salles de cinéma. Selon le Conseil du film coréen (KoFiC), le film se classe à la première place du box-office coréen en enregistrant 75 624 entrées précommandées au jour de sa sortie ; il dépasse Jungle Cruise.